# Den pommerske Krig
Den pommerske Krig var en krig mellem Sverige og Preussen 1757-1762. Det var en del af den større syvårskrig 1756-1763, som førtes mellem stormagterne Preussen og Storbritannien-Hannover på den ene side og Østrig, Frankrig og Rusland på den anden.

## Baggrund
Den pommerske Krigs årsag var først og fremmest den, at hattepartiet, som da havde magten i Sverige, troede, at Frederik 2. af Preussen skulle blive knækket af sine mange fjender og at der derved ville blive skabt muligheder for Sverige for at uden fare og større anstrengelser genvinde de i 1720 til Preussen afståede pommerske besiddelser. Desuden ville partiet ved at bidrage til Frederiks fald ydmyge og uskadeliggøre hans søster dronning Lovisa Ulrika, som havde forrådt og skræmt det ved sit revolutionsforsøg 1756, og endelig opildnedes det af Frankrig, hvis vilje næsten var hattepartiets højeste lov. Som undskyldning for krigen tjente Frederiks indfald i Sachsen 1756, hvilket stempledes som et brud mod den af Sverige og Frankrig garanterede Westfalske fred fra 1648.
Den 21. marts 1757 indgik hattregeringen med Frankrig og Østrig en konvention, i kraft af hvilken Sverige med Frankrig lod erklære over for den tyske rigsdag, at det i overensstemmelse med den Westfalske fred skulle opretholde Tysklands frihed. Takket være Frankrigs løfter om subsidier besluttede hattregeringen i juni samme år at lade 20.000 mand overføre til Tyskland for at understrege sin erklæring, og den 13. september trængte den svenske hær ind i preussisk Pommern.
Da man ville undgå indtrykket af en angrebskrig, som ikke måtte påbegyndes uden stændernes samtykke, udformedes ingen krigserklæring, idet indfaldet over for den tyske rigsdag blev fremstillet som ene sigtende på fredens genskabelse. Først efter fjendtlighedernes påbegyndelse kom en formel støtteaftale med Frankrig og dets allierede i stand (22. september 1757), og den svenske regering, som allerede var gået for langt for at kunne trække sig tilbage, måtte derfor affinde sig med et nedslag i de givne vilkår for støtte.

## Krigen
Da den svenske hær i Tyskland ikke ansås at have behov for andet at lave end at tage de af de allierede gjorte erobringer i besiddelse, var den afrejst uden de nødvendige forberedelser og uden, at man havde de fornødne midler til at sætte den i krigsduelig stand. Dette afgjorde krigens hele gang. Selve forudsætningen for aftalen, Fredriks fuldstændige underkuelse, viste sig nemlig uholdbar. Efter underrettelsen om dennes sejr i slaget ved Rossbach den 5. november 1757 vovede den svenske øverstbefalende, feltmarskalk Mattias Alexander von Ungern-Sternberg ikke med sin dårligt udrustede hær at iværksætte sin regerings befaling og den franske udsending Marc René de Montalemberts opfordringer til at drage mod Berlin, men vendte tilbage til Svensk Pommern (november 1757), hvor svenskerne af en preussisk hær blev indesluttet i Stralsund og på Rügen.
Mattias von Ungern måtte den 21. december 1757 overdrage sin stilling til Gustaf von Rosen, som den 7. januar 1758 rent faktisk overtog ledelsen. Men heller ikke han kunne udrette noget men var nødsaget til at forblive uvirksom, indesluttet af preusserne. Den 18. juni 1758 ophævedes blokaden takket være en russisk hærs fremtrængen, men von Rosen var da så træt af sin utaknemmelige opgave, at ledelsesansvaret overgik til Gustaf David Hamilton. Augustin Ehrensvärd erobrede Peenemünde skanse den 27. juli, og med 16.000 mand brød Hamilton op for at hjælpe russerne, som belejrede Küstrin. Men efter disses nederlag i slaget ved Zorndorf besluttede han i stedet at drage til Sachsen for at forene sig med østrigerne. Han kom dog ikke længere end til Neuruppin i Brandenburg. Et strejfkorps, som han udsendte derfra, led den 26. september et alvorligt nederlag ved Tarnów, men derimod formåede major Karl Konstantin De Carnall den 28. september med 800 mand at forsvare Fehrbellin mod omkring 5.000 preussere.
Da østrigernes indfald i Sachsen mislykkedes, forlod Hamilton Neuruppin den 10. oktober og nærmede sig Oder i håb om at samvirke med russerne, men disse gik i vinterkvarter, og derfor vendte Hamilton tilbage till Svensk Pommern. Den påtale, som han i den anledning fik af regeringen, fik ham til at nedlægge ledelsen, som den 23. november 1758 overdroges til og den 19. december samme år overtoges af Jacob Albrecht von Lantingshausen. I begyndelsen af 1759 måtte han over for en overlegen preussisk hær trække sig tilbage til Stralsund, hvorved garnisonerne i Demmin, Anklam og Peenemünde gik tabt, dog først efter tapper modstand. Takket være russernes fremrykning befriedes i maj Svenska Pommern fra fjenden, men mangel på penge og fornødenheder gjorde, at årets felttog først kom i gang i august. Dets mål var Stettins belejring, og som en forberedelse dertil lod Lantingshausen Axel von Fersen med 4.000 mand erobre Usedom og Wollin, idet at han selv med hovedhæren (10.000 man) rykkede ind i Preussisk Pommern, hvor han under småstrider opholdt sig en tid. Som følge af manglende medvirken fra forbundsfællerne kom belejringen af Stettin ikke i stand, og på senhøsten tog hæren atter kvarter i Svenska Pommern. Den 20. januar 1760 forsøgte preusserne som tidligere år at trænge ind, men denne gang blev de drevet tilbage, og den 28. januar trængte en svensk styrke ind i Anklam og tog selve den fjendtlige general, Heinrich von Manteuffel, til fange. Trods denne fremgang og uanset at de preussiske hære mestendels var optagne på andet hold, kunne Lantingshausen som følge af nøden ikke før end i august med 15.000 falde ind i fjendens land, og hans hensigt var egentlig blot at der finde underhold. Under stadige småstrider med en preussisk hær på 6.000 mand trængte han med hovedstyrken frem til Prenzlow i Brandenburg, efterlod Augustin Ehrensvärd med en afdeling i Pasewalk. Der blev han angrebet af fjenden, men angrebet blev slået tilbage, men Ehrensvärd blev såret og måtte nedlægge sin ledelse.
Da tillige en række officerer på denne tid forlod hæren for at deltage i rigsdagen og der som følge deraf blev mangel på ledere, vendte Lantingshausen tilbage til Svenska Pommern, hvor han under den vinter ikke blev forstyrret af fjenden. Skønt han havde forvaltet sit ansvar på en måde, der havde overtruffen alle forventninger, fik han dog, trods de store vanskeligheder, i juni 1761 sin afskedigelse. Først i juli blev hans efterfølger Augustin Ehrensvärd i stand til at med 7.000 mand falde ind i fjendens land. Skønt overlegen i forhold til den preussiske hær, som forsøgte at forhindre hans hærtog, kunne han dog som følge af den dårlige udrustning ikke rykke særligt langt frem, og felttoget udgjordes blot af mindre, men for svenskerne heldige, slag. I september sendte han et par regimenter under greve Fredrik Vilhelm von Hessenstein til Usedom og Wollin for at støtte russerne, som belejrede Kolberg. Men da også de led nød på forsyninger blev Hessenstein snart kaldt tilbage, og i oktober vendte hele den svenske hær tilbage til Svenska Pommern. Da preusserne begyndte at forstyrre hans grænseposter, sendte han Jacob Magnus Sprengtporten med en afdeling lette tropper, den såkaldte Sprengtportenska frikåren, ind i Mecklenburg, og denne erobrede den 23. december preussernes vigtigste forrådssted, Malchin. Der blev han imidlertid indesluttet af en overlegen styrke, men da brød Ehrensvärd op og kom til hans undsætning. Fortroppen under De Carnall besejrede ved Neukalden den 2. januar 1762 en preussisk styrke, som forsøgte at spærre ham vejen, og Ehrensvärd drog ind i Malchin. Umiddelbart derefter vendte han dog tilbage til Svenska Pommern, og den 7. april sluttede han på eget ansvar en våbenstilstand, som varede til freden.

## Indenrigspolitiske konsekvenser af krigen
Uviljen mod den bekostelige og nytteløse krig havde i Riksdagen bevirket, at hattepartiets stilling var svækket. Og da den russiske kejserinde Elisabets død i januar 1762 forandrede hele den politiske situation i Europa samt truede med at i Rusland skaffe Sverige en fjende i stedet for en forbundsfælle, besluttede det Hemmelige udvalg den 13. marts, at Sverige skulle søge at opnå en separatfred. Ved formidling af dronningen kom en forhandling i gang, og den 22. maj 1762 afsluttedes i Hamburg freden uden gevinst eller tab.
Den forvirring, som krigen forårsagede i finanserne, blev en årsag til hattepartiets fald i 1765.